# De Roy (månekrater)
De Roy er et nedslagskrater på Månen. Det befinder sig på Månens bagside lige bag dens sydvestlige rand. Det er et område, som lejlighedsvis bringes inden for synsvidde på grund af libration, men krateret ses da fra siden, så mange detaljer ikke kan observeres. De Roy-krateret er opkaldt efter den belgiske astronom Felix De Roy (1883 – 1942).
Navnet blev officielt tildelt af den Internationale Astronomiske Union (IAU) i 1970.

## Omgivelser
De Roy-krateret ligger vest for Arrheniuskrateret og øst for det større Boltzmannkrater.

## Karakteristika
Krateret har en nedslidt og afrundet rand, som danner en lidt uregelmæssigt cirkel. Der ligger et par småkratere langs den sydøstlige rand, og der findes en snæver kløft i den nordlige væg. Kraterbunden er jævn og næsten uden særlige træk, idet kun få små kratere findes i den.

## Satellitkratere
De kratere, som kaldes satellitter, er små kratere beliggende i eller nær hovedkrateret. Deres dannelse er sædvanligvis sket uafhængigt af dette, men de får samme navn som hovedkrateret med tilføjelse af et stort bogstav. På kort over Månen er det en konvention at identificere dem ved at placere dette bogstav på den side af satellitkraterets midte, som ligger nærmest hovedkrateret. De Roy-krateret har følgende satellitkratere:
| De Roy | Længde  | Bredde   | Diameter |
| ------ | ------- | -------- | -------- |
| N      | 59.7° S | 103.1° W | 26 km    |
| P      | 58.4° S | 102.4° W | 35 km    |
| Q      | 58.1° S | 103.6° W | 22 km    |

De følgende kratere har fået nyt navn af IAU:
- De Roy X — Se Chadwickkrateret.